# The Big Pond
The Big Pond (bra: Um Romance em Veneza ou Um Romance de Veneza) é um filme pre-Code estadunidense de 1930, do gênero comédia romântica, dirigido por Hobart Henley, estrelado por Maurice Chevalier, e coestrelado por Claudette Colbert. O roteiro de Garrett Fort, Robert Presnell, Sr. e Preston Sturges foi baseado na peça teatral homônima de 1928, de George Middleton e A. E. Thomas.
A produção deu a Chevalier seus primeiros sucessos nacionais: "You Brought a New Kind of Love to Me", de Irving Kahal, Pierre Norman e Sammy Fain; e "Livin' in the Sunlight, Lovin' in the Moonlight", de Al Sherman e Al Lewis.
Como era comum durante o início da era sonora do cinema, diferentes versões da mesma história foram filmadas em diversos idiomas.

## Sinopse
Durante suas férias em Veneza, Barbara Billings (Claudette Colbert), filha de um proeminente magnata estadunidense de chicletes, se apaixona por Pierre Mirande (Maurice Chevalier), um guia turístico francês – também de família nobre, mas que perdeu toda sua fortuna durante a Primeira Guerra Mundial. O rapaz também se apaixona pela mulher. Embora a mãe de Barbara (Marion Ballou) goste de Pierre, seu pai (George Barbier) e seu noivo Ronnie (Frank Lyon) o veem como um interesseiro, pronto para pegar os dotes da família e desaparecer. Para conseguir se livrar do rapaz, o pai de Barbara decide dar-lhe um emprego fazendo a tarefa mais difícil em sua fábrica, localizada no outro lado do "grande lago", na cidade de Nova Iorque.

## Elenco
- Maurice Chevalier como Pierre Mirande
- Claudette Colbert como Barbara Billings
- George Barbier como Sr. Billings
- Marion Ballou como Sra. Billings
- Andrée Corday como Toinette
- Frank Lyon como Ronnie
- Nat Pendleton como Pat O'Day
- Elaine Koch como Jennie

## Produção
"The Big Pond" e sua versão francesa, "La grande mare", foram filmados simultaneamente no Paramount Astoria Studios, no Queens, em Nova Iorque. Maurice Chevalier, Claudette Colbert, Andrée Corday e Nat Pendleton desempenharam os mesmos papéis em ambas as versões.

## Versão francesa
A versão francesa do filme, que foi filmada simultaneamente com a versão original, foi intitulada "La grande mare". O elenco foi constituído por:
- Maurice Chevalier como Pierre Mirande
- Claudette Colbert como Barbara Billings
- Henry Mortimer como Sr. Billings
- Maude Allen como Sra. Billings
- Andrée Corday como Toinette
- William B. Williams como Ronnie
- Nat Pendleton como Pat O'Day
- Loraine Jaillet como Jennie

O escritor Preston Sturges era fluente em francês, mas diálogos adicionais foram fornecidos por Jacques Bataille-Henri. Os créditos técnicos das duas versões são os mesmos, exceto que a edição da versão francesa foi realizada por Barney Rogan. Um crítico notou que o público francófono percebeu a existência de falas picantes, que devem ter sido retiradas da versão original devido ao Código de Produção. Chevalier disse que isso dava um charme extra às versões francesas de seus filmes.

## Músicas
- "You Brought a New Kind of Love to Me" – escrita por Irving Kahal, Pierre Norman & Sammy Fain
- "Livin' in the Sunlight, Lovin' in the Moonlight" – escrita por Al Sherman & Al Lewis
- "This Is My Lucky Day" – escrita por Lew Brown, B. G. DeSylva & Ray Henderson
- "Mia Cara" – escrita por Irving Kahal, Pierre Norman & Sammy Fain[10]

## Prêmios e indicações
| Ano  | Cerimônia | Categoria   | Indicado          | Resultado | Ref.          |
| ---- | --------- | ----------- | ----------------- | --------- | ------------- |
| 1930 | Oscar     | Melhor ator | Maurice Chevalier | Indicado  | [ 11 ] [ 12 ] |